# Темноспинный альбатрос
Темноспинный альбатрос (лат. Phoebastria immutabilis) — морская птица семейства альбатросовых, величиной с гуся.

## Описание
Длина 79-81 см. От белоспинного альбатроса отличается меньшими размерами (размах крыльев около 2 метров), контрастной окраской (тёмно-бурый верх и белый низ), жёлтым клювом. Голова белая.

## Распространение
Гнездится на Гавайских островах, в период кочёвок встречается чаще в зоне холодных течений над большими глубинами по всему северу Тихого океана (до Командор к северу и Сахалина к западу).

## Образ жизни
Как и все альбатросы, держится в открытом океане и появляется на суше только в период гнездования. Питается в основном головоногими моллюсками, реже рыбой и ракообразными. За судами следует реже, чем другие птицы этого семейства. Молчалив, лишь иногда издаёт глухой ревущий крик и щёлкает клювом, подобно аисту. Гнездится колониями. В кладке только одно белое (иногда с тёмными пестринами) яйцо. Насиживают оба родителя в течение 65 дней. Птенец остаётся в гнезде до полугода. Иногда встречаются гибриды с черноногим альбатросом.
Начинают размножаться в возрасте не менее 5 лет, но чаще в 8—10 лет.
В 2011 году на атолле Мидуэй самка темноспинного альбатроса, которой больше 60 лет, снесла яйцо и вывела птенца. Она была окольцована в 1956 году.